# Festival de Cinema de Adelaide
O Festival de Cinema de Adelaide é um evento cinematográfico realizado na cidade de Adelaide, Austrália a cada dois anos desde 2003. Até a edição de 2011 o evento era realizado entre fevereiro e março, porém, a partir da edição de 2013, passou a ser realizado no mês de outubro.
O AFF é reconhecido por sua excelência e inovação. Em 2007, foi incluído na lista dos 50 festivais de cinema imperdíveis do mundo pela Variety. Em 2021, recebeu o prêmio de "Melhor Festival" no Ruby Awards, uma cerimônia anual que reconhece realizações excepcionais nas artes e cultura da Austrália do Sul.

### Os prêmios do festival incluem:
- Feature Fiction Award
- Feature Documentary Award
- Don Dunstan Award (contribuição vitalícia)
- Bettison & James Award
- INSITE Award
- AFTRS International VR Award

Em 2024, o prêmio de Melhor Ficção foi concedido a In the Belly of a Tiger, dirigido por Jatla Siddartha.